# Phyllanthus mananarensis
Phyllanthus mananarensis är en emblikaväxtart som beskrevs av Jacques Désiré Leandri. Phyllanthus mananarensis ingår i släktet Phyllanthus och familjen emblikaväxter. Inga underarter finns listade i Catalogue of Life.